# BMW R 47

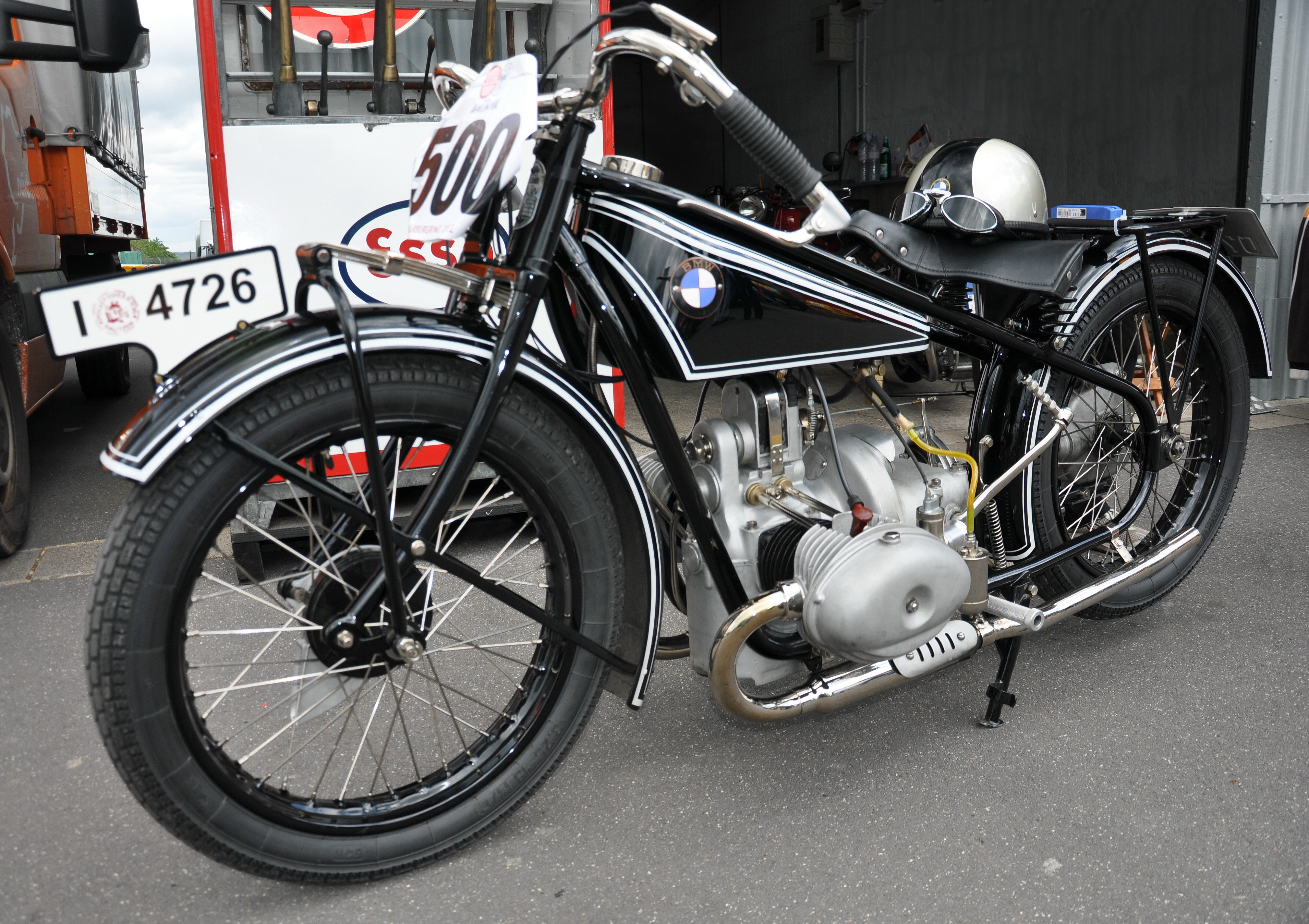
BMW R 47

Die BMW R 47 ist ein Motorrad mit Zweizylinder-Boxermotor. Sie ist der in Details verbesserte Nachfolger des Sportmodells R 37 und erschien im Jahr 1926.

## Geschichte

### Entwicklung
Ab Januar 1926 produzierte BMW die R 47 als Nachfolgerin der seit knapp zwei Jahren gebauten R 37. Die parallel vorgestellte und gebaute R 42 war das einfachere Tourenmodell mit Seitenventilmotor im gleichen Rahmen.
BMW führte mit diesem Motorrad das Baukastenprinzip weiter. Fahrwerk und Getriebe mit Grundmotor waren bei Sport- und Tourenmodell weitgehend baugleich; sie unterschieden sich in den Zylinderköpfen und Zylindern – Sportmodelle hatten hängende, Tourenmodelle stehende Ventile.

### Vermarktung
Der Preis für das Motorrad betrug 1926 1850 Reichsmark – 1050 Reichsmark weniger als noch für die R 37; Lichtanlage, Hupe, Tacho und Soziussitz waren nicht enthalten.
Die Produktion wurde 1928 nach 1720 Einheiten beendet; Nachfolgerin war die ab Juli 1928 produzierte R 57.

## Technik
Das Motorrad war gegenüber der R 37 um 2 PS kräftiger und ein wenig leichter geworden. Das erfolgreiche Bauprinzip der R 32 war ansonsten gleich geblieben:
1. längs eingebauter Boxermotor, das heißt, die Kurbelwelle liegt längs, Zylinder quer zur Fahrtrichtung. Dadurch werden sie gut gekühlt, weil sie nicht im Windschatten des Vorderrades liegen.
2. Antrieb des Hinterrades mit Kardanwelle,
3. Rahmen mit gerader Verbindung zwischen Lenkkopf und Hinterachse.

### Motor
Der Motor mit der Bezeichnung M 51 war ein Zweizylinder-Boxer-Viertaktmotor mit OHV-Ventilsteuerung.
Er hatte erstmals eine geringfügige Schalldämpfung. Die Vormodelle entließen die Auspuffgase im Wesentlichen ungedämpft ins Freie.

### Fahrwerk
Das Fahrwerk wurde von der R 42 übernommen: ein gelöteter Rohrrahmen ohne Hinterradfederung, an der Vordergabel ist eine gezogene Kurzschwinge mit einer Blattfeder.

## Technische Daten

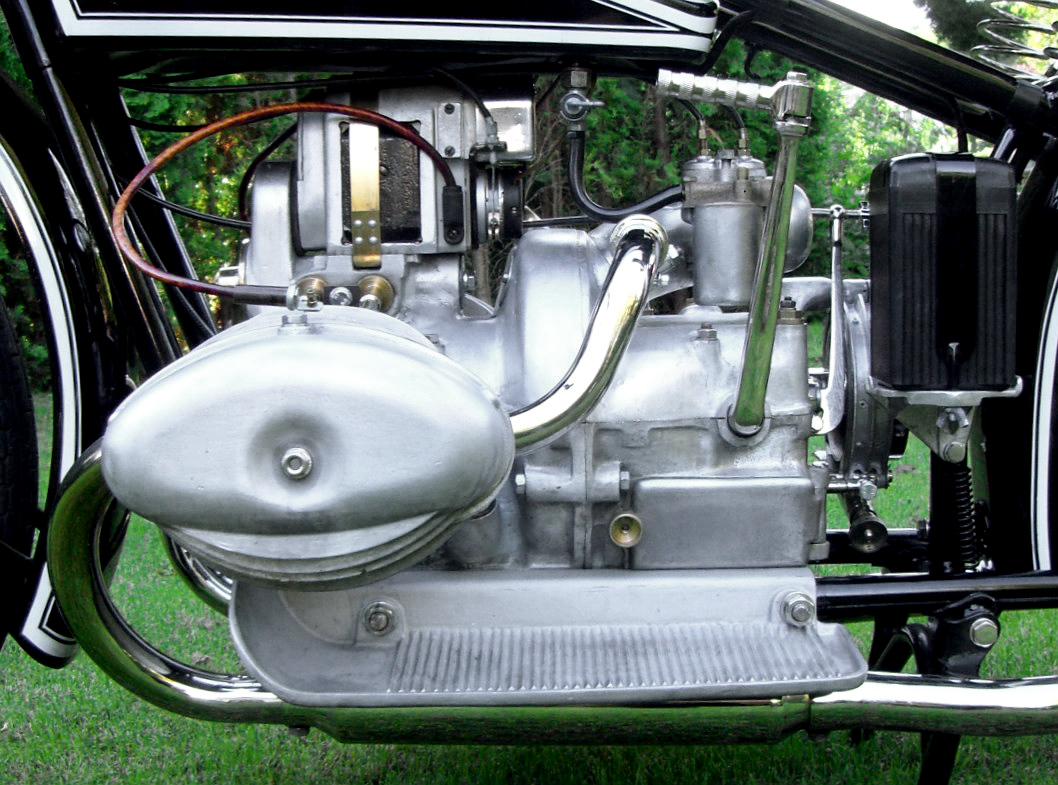
Motor der BMW R 47

| Kenngröße             | Daten der BMW R 47           |
| --------------------- | ---------------------------- |
| Bohrung               | 68 mm                        |
| Hub                   | 68 mm                        |
| Hubraum               | 494 cm³                      |
| Leistung              | 18 PS (13 kW) bei 4000 min−1 |
| Höchstgeschwindigkeit | 110 km/h                     |
| Leergewicht           | 126–130 kg                   |
| Tankinhalt            | 14 l                         |